# Vishaka Hari
Vishaka Hari es una destacada cantante de música carnática india y exponente del género musical Harikatha, también es una conocida narradora de cuentos de historias de Kathakalakshepam.

## Carrera
Vishaka Hari aprendió música carnática bajo el legendario violinista Carnatic, Lalgudi Jayaraman, mientras que su gurú espiritual era Sri Krishna Premi. Ella aprendió el arte del Harikatha gracias a su esposo, Sri Hariji, un experto exponente de la música Harikatha que lo interpretaba en Tamil, inglés e hindi. Vishaka Hari se ha presentado en varias temporadas en el evento de la Música Chennai desde 2006.
En ocasiones, Vishaka Hari también realizó junto a su esposo, Sri Hari (hijo de Krishna Premi), quien utilizó su formación literaria en inglés para complementar sus actuaciones en el kathakalakshepam. También ha realizado conciertos en el extranjero. Ha recibido numerosos premios y reconocimientos por sus contribuciones al campo de la música Harikatha Carnatic.
Vishaka Hari también aprendió danza gracias  al profesor  Sudharani Raghupati.

## Temas musicales
1. Sudama Charithram
2. Tyagarajar Charithram
3. Sabari Moksham
4. Rukmini Kalyanam
5. Sundara Kaandam
6. Seetha Kalyanam
7. Radha Kalyanam
8. Andal Kalyanam